# گروه وایلانت
گروه وایلانت (انگلیسی: Vaillant Group) شرکت مهندسی آلمانی است، که در سال ۱۸۷۴ تأسیس شد.